# Zhou Junxun
Zhou Junxun (taïwanais  : 周俊勳, Chiu Chùn-hun ; né le 23 février 1980) est un joueur de go professionnel de Taïwan.

## Biographie
Zhou et né à Taïwan. Contrairement à de nombreux autres professionnels taïwanais, il est resté à Taïwan, où il est devenu professionnel en 1993. Il est devenu 7e dan en 1997, et finalement 9e dan en 1998. Il est considéré comme le plus fort joueur de la Taiwan Qiyuan. Il a gagné son premier titre international en 2007, en remportant la Coupe LG contre Hu Yaoyu 2-1.

## Titres
| Titre                 | Années      |
| --------------------- | ----------- |
| Titres nationaux      | 17          |
| Tianyuan (Taïwan)     | 2002 - 2006 |
| Wangjia               | 2005, 2006  |
| Mingren (Taïwan)      | 1994 - 2006 |
| Donggang Cup          | 2006        |
| Taiwan Qiyuan Cup     | 2004, 2005  |
| Taiwan High Pro       | 1995 - 1997 |
| Titres internationaux | 1           |
| Coupe LG              | 2007        |